# Saint-Jean-d’Ataux
Saint-Jean-d’Ataux – miejscowość i gmina we Francji, w regionie Nowa Akwitania, w departamencie Dordogne.
Według danych na rok 1990 gminę zamieszkiwało 136 osób, a gęstość zaludnienia wynosiła 11 osób/km² (wśród 2290 gmin Akwitanii Saint-Jean-d’Ataux plasuje się na 1040. miejscu pod względem liczby ludności, natomiast pod względem powierzchni na miejscu 912.).